# 威爾伯 (印第安納州)
威爾伯（英語：Wilbur）是位於美國印地安納州摩根縣的一個非建制地區。該地的面積和人口皆未知。